# Робин Гуд (телесериал, 2006)
«Ро́бин Гуд» — британский приключенческий телесериал, основанный на легенде о Робине Гуде, который транслировался на телеканале BBC One с 7 октября 2006 по 27 июня 2009 года.
Сериал был завершён после трёх сезонов, состоящих из 39 эпизодов.

## Сюжет

### Первый сезон
Робин, граф Хантингдон, вместе со своим слугой Мачем, сыном Мельника, возвращается из Святой земли, где пять лет сражался плечом к плечу с королём Ричардом Львиное Сердце. Возвратившись, Робин понимает, что порядки изменились: шерифом Ноттингема стал некий Вэйзи, а поместье Робина Локсли отдано правой руке шерифа, сэру Гаю Гизборну. Даже бывшая невеста Мариан не встречает юношу радушно: она всё ещё в обиде на него за уход в Святую Землю. Сэр Эдвард, отец Мариан и бывший шериф Ноттингемский, советует юноше не выступать против власти и подчиниться новому шерифу. Робина не устраивает такая ситуация, он вступает в конфликт с Вэйзи и вынужден скрыться в лесу. Но и там его и Мача не принимают — они встречают сопротивление шайки местных разбойников во главе с Малышом Джоном. Робин убеждает их объединить силы в борьбе с деспотичным шерифом и его помощником.
От крестьян, которым помогает Робин Гуд, он узнаёт, что во время его похода в Ноттингеме появился Ночной Дозорный — человек, который спасал от голода и нищеты всех крестьян. В один день выясняется, что это была Мариан. Но эта общая тайна между Робином и Мариан, потому что за благотворительность и подрыв власти шерифа Ночному Дозорному грозит повешение. Тем временем Мариан находится в замке и рассказывает Робину о тайные злодеяниях и подписании предательских документов. Вскоре шериф догадывается, что в замке есть шпион, и его подозрение в первую очередь падает на Мариан. Она не принимает ухаживания его правой руки Гая Гизборна, защищает крестьян. Гизборн в форме ультиматума делает Мариан предложения о женитьбе, и девушка, понимая, что в случае отказа её ждёт смерть, соглашается. Робин слышит их беседу и решает сделать всё, чтобы спасти Мариан от брака. Во время их официальной помолвки Робин грабит гостей и сражается с Гизборном. Случайно порезав ему рукав и увидев татуировку, Робин становится вне себя. Когда-то человек с именно такой татуировкой пытался убить короля. Он рассказывает об этом Мариан, она в замешательстве и не знает, как поступить, но перед свадьбой она решает совершить последнее благое дело Ночного Дозорного. Она грабит Гизборна, который во время побега с деньгами ранит девушку кинжалом. Он не догадывается, что это Мариан.
В это время Робин находит свидетеля, который может подтвердить, что Гизборн — предатель. Мариан очень благодарна ему за это, но она теряет сознание от потери крови и находится на грани смерти. Робин спасает её и во время сложнейшей операции они признаются, что любят друг друга.
После выздоровления Мериан посещает Гизборна и спрашивает о предательстве. Он не сознаётся. Девушка обязана выйти за него замуж.
Во время брачной церемонии слуга Робина Гуда — Мач прибегает в церковь и рассказывает священнику всю правду о Гизборне. Но на этот раз он не отрицает этого и пытается заставить девушку силой выйти за него замуж. Всё-таки она смогла убежать, по дороге в замок её встретил Робин, и они счастливые поехали к себе домой.

### Третий сезон
После гибели Мэрион новой возлюбленной Робина становится Изабелла (Лара Пулвер) — сестра Гая Гизборна. Но затем она предаёт его и сама становится шерифом Ноттингема. Робин же находит новую возлюбленную — разбойницу Кейт из своего отряда. В финале он мстит всем своим врагам.

## Список серий
| Сезон | Сезон | Эпизоды | Оригинальная дата показа | Оригинальная дата показа |
| Сезон | Сезон | Эпизоды | Премьера сезона          | Финал сезона             |
| ----- | ----- | ------- | ------------------------ | ------------------------ |
|       | 1     | 13      | 7 октября 2006           | 30 декабря 2006          |
|       | 2     | 13      | 6 октября 2007           | 29 декабря 2007          |
|       | 3     | 13      | 28 марта 2009            | 27 июня 2009             |

## Актёры и персонажи
| Актёр            | Персонаж                   | Эпизоды | Сезоны    | Сезоны    | Сезоны    |
| Актёр            | Персонаж                   | Эпизоды | 1         | 2         | 3         |
| ---------------- | -------------------------- | ------- | --------- | --------- | --------- |
| Джонас Армстронг | Робин Гуд                  | 39      | Постоянно | Постоянно | Постоянно |
| Ричард Армитидж  | Гай Гисборн                | 37      | Постоянно | Постоянно | Постоянно |
| Кит Аллен        | Вэйзи, шериф Ноттингемский | 34      | Постоянно | Постоянно | Постоянно |
| Люси Гриффитс    | Мариан                     | 27      | Постоянно | Постоянно | Гость     |
| Гордон Кеннеди   | Малыш Джон                 | 38      | Постоянно | Постоянно | Постоянно |
| Сэм Траутон      | Мач                        | 38      | Постоянно | Постоянно | Постоянно |
| Джо Армстронг    | Аллан Э Дейл               | 38      | Постоянно | Постоянно | Постоянно |
| Гарри Ллойд      | Уилл Скарлет               | 26      | Постоянно | Постоянно |           |
| Анджали Джай     | Джак                       | 22      | Постоянно | Постоянно |           |
| Уильям Бек       | Ройстон Уайт               | 4       | Постоянно |           |           |
| Дэвид Хэрвуд     | Брат Тук                   | 12      |           |           | Постоянно |
| Тоби Стивенс     | Принц Джон                 | 3       |           |           | Постоянно |
| Лара Пулвер      | Изабелла                   | 8       |           |           | Постоянно |
| Джоан Фроггатт   | Кейт Локсли                | 11      |           |           | Постоянно |
| Клайв Стэнден    | Арчер                      | 3       |           |           | Постоянно |

- Робин Гуд (Джонас Армстронг)

Робин из Локсли, граф Хантингдон вернулся домой из Святой Земли, где пять лет сражался бок о бок с королём Ричардом Львиное Сердце. В Ноттингеме он обнаружил, что люди живут бедно и несчастливо под гнётом шерифа. Поняв, что никто кроме него самого не рискнёт бросить вызов шерифу Вэйзи, Робин начал свою борьбу с несправедливостью, отказавшись от титула, земель и возможности быть с любимой Мариан. Он стал Робин Гудом — главарём разбойников, обосновавшихся в Шервудском лесу. Противоборство Робина и шерифа быстро вышло за пределы Ноттингемпшира. Разбойники под руководством Робина разоблачили заговор Вэйзи против короля Ричарда, сорвали покушение в Святой Земле, не дали принцу Джону захватить трон в отсутствие брата и совершили множество других славных дел, о которых говорили во всех уголках Англии.
Судьба Робина в третьем сезоне
Робин спас жизнь королю Ричарду и раскрыл заговор шерифа. Но это стоило жизни его жене, Мариан. Робин возвращается в Англию, движимый местью. Он разгоняет свою банду и отправляется в Локсли, чтобы убить Гизборна. Их поединок заканчивается в лесу у обрыва, с которого Гай сбрасывает Гуда прямо в реку. Робина находит монах Тук и заставляет его вспомнить, за что он боролся, встать выше кровной мести и продолжить борьбу уже не ради родного Локсли, но всей Англии. И Робин Гуд отдаёт себя этой борьбе целиком: он грабит богатых, защищает бедных и вдохновляет своим примером всех притеснённых. И помнит Мариан. Как и Гизборн, которому подаренная Робином жизнь и является наказанием. Вскоре в жизни Робина появляются две женщины: Кейт из Локсли, примкнувшая к разбойникам, и Изабелла, спасённая Робином от людей сквайра Торнтона. Гуд узнаёт, что Изабелла — сестра Гизборна, но несмотря на это между ними завязывается бурный роман. Изабелла помогает Робину одурачить и принца Джона, почтившего Ноттингем своим присутствием. Вскоре банда узнаёт о смерти шерифа Вэйзи, а принц Джон — о связи сестры Гая с разбойниками. Изабеллу и Робина заманивают в западню, из которой они, конечно, спасаются. И Изабелла предлагает Робину бросить все ради неё, сбежать от врагов и жить вместе обычной жизнью. Но Робин Гуд не может оставить своих друзей, своё дело, свою Англию. Изабелла, отказывающаяся это принять, переходит на сторону принца, в то время, как её брат, поднявший руку на особу королевских кровей, оказывается вне закона. Вскоре Робин Гуд срывает коронацию Джона, который сфальсифицировал смерть своего брата. Расстроенный принц покидает Ноттингем, оставив шерифом Изабеллу. Робин пытается наладить отношения с леди-шериф. Он спасает её от бессердечного мужа-сквайра Торнтона, но нет ничего мести женщины, сердце которой было безжалостно разбито. Робин сближается с Кейт. А Изабелла становится разбойникам злейшим врагом — ровно как и своему собственному брату. Вскоре Робин и Гай узнают от отца Робина об Арчере — сыне отца Гуда и матери Гизборна. Существование брата и наличие общего врага делают Робина и Гизборна невольными союзниками. Банде приходится привыкать к Гаю в роли разбойника. Вскоре они спасают Арчера, приговорённого к казни в Йорке. Однако тот не остаётся с ними, а решает попытать счастья у Изабеллы.
Некоторое время спустя разбойники перехватывают посла Изабеллы и узнают о скором возвращении короля Ричарда в Англию. Робин решает, что пришла пора взять Ноттингем силой и держать его до возвращения короля. А Изабелла идёт на хитрости, дабы разобщить людей Гуда. И её жертвой становится Аллан. Робин не смог довериться тому, кто его однажды предал, и Дейла оставили в лагере связанным. Гай повёл Робина и Мача потайным ходом в сердце замка. Однако в тоннеле они попали в хитроумную ловушку, поставленную Арчером. Но их брат разобрался, что к чему. и спас им жизни. Разбойники взяли Изабеллу в плен и захватили Ноттингем. Но их победа пошла прахом, когда город окружила огромная армия Вэйзи, восставшего из мёртвых. У городских ворот Робин нашёл тело убитого шерифом Аллана. И он поклялся отомстить Вэйзи. Началась решающая битва за Ноттингем. Войска шерифа с трудом сумели загнать борцов за свободу в замок. А Вэйзи решил пробраться в свою крепость потайным ходом. В катакомбах под замком и произошёл решающий поединок: Робин, Гай и Арчер схватились с Вэйзи, Изабеллой и их людьми. Во время схватки Гай пожертвовал своей жизнью, чтобы спасти Гуда, но и он опоздал: Изабелла поцарапала разбойника отравленным лезвием — жить Робину осталось до заката. Злодеи сбежали за подкреплением, а Гай умер на руках у Робина, покаявшись в своих злодеяниях. Они расстались друзьями. Вэйзи повёл своих солдат тем же ходом в замок, а Робин спрятал своих людей в тех же катакомбах и незаметно вывел их из замка. В замке Изабелла и шериф нашли лишь несметное число бочек с греческим огнём — взрывной алхимической смесью. Тем временем, Робин и Арчер вернулись в Ноттингем. И Робин Гуд пустил свою последнюю стрелу: за Мариан, за Аллана, за всех потерянных друзей, за Англию. Горящее древко попало в одну из бочек. Взрыв обратил в пыль весь замок, а вместе с ним Вэйзи и Изабеллу. Робин победил. И пришло время Робин Гуду отправиться на покой. Он попрощался со своими друзьями, завещав им своё дело, и один ушёл в родной Шервуд. Умирающему Робину явилась Мариан. И вместе они ступили на путь вечного счастья…
- Сэр Гай Гизборн (Ричард Армитидж)

Жестокий, амбициозный, властолюбивый Гай Гизборн — преданный советник, правая рука и телохранитель Шерифа Ноттингемского. Его сердце в поисках власти так глубоко погрузилось во тьму, что единственной надеждой Гая на искупление является леди Мариан. В первом сезоне: Гай Гизборн служит советником шерифа Ноттингема и управляет имением графа Хантингдона Локсли. Для него имеет значение лишь власть, и ключом к ней для него является шериф Вэйзи. Когда Робин Гуд возвращается из Святой Земли и объявляет войну тирании шерифа, Вэйзи приказывает Гаю поймать и повесить разбойника. Но Гизборн раз за разом проваливает это «простое» задание. В свободное от работы время Гизборн ухаживает за леди Мариан, которая втайне от него помогает Гуду, а по ночам наряжается в Ночного Дозорного и грабит простофилю Гая. А ничего не подозревающий Гай делает ей предложение. Он верит, что доброта Мариан поможет ему искупить собственные грехи. И ведь дело доходит до алтаря, но в последний момент вместо объятий и поцелуя Гай Гизборн получает по носу.
Гизборн не оставил попыток завоевать сердце Мариан и решил взять её силой. А коварная искусительница отдала своё сердце Гуду и продолжает использовать Гая в своих целях. Неудачи преследуют Гизборна на работе — Гуд срывает все планы — и в делах сердечных. Гай готов ради Мариан на все и даже прощает её, когда узнаёт, что она и является Ночным Дозорным. Но глупая Мариан нападает на шерифа Вэйзи и становится его пленницей. Гизборн, шериф и Мариан отправляются в Святую Землю, где шеф поручает Гизборну убить короля Ричарда. Во время боя король получает ранение и Гизборн направляется к нему, чтобы добить. Но неожиданно путь ему преграждает Мариан. Девушка разбивает Гаю сердце, заявив, что любит Робин Гуда. Не в силах вынести горькой правды, Гизборн пронзает Мариан мечом и оставляет умирать на руках у Робина.
Гизборн никак не может забыть о Мариан. Совесть, так поздно в нём проснувшаяся, мучает его. А Гуд, жаждущий мести, в конце концов сохраняет Гаю жизнь — чтоб и дальше мучился. И с шерифом у Гая отношения также испортились. Гизборн совсем разочаровался в своём прежнем кумире и наставнике. Он отпустил пару острот в адрес шефа, который тщетно пытался собрать выкуп для принца Джона, — и в результате Вэйзи послал к принцу на верную погибель Гая. Но Гизборн вернулся, а затем Ноттингем навестил и сам принц Джон, который приказал Гаю убить Вэйзи. Гизборн, пусть и с трудом, справился с задачей и занял пост шерифа Ноттингема. Видно, избавившись от Мариан, Гизборн наконец смог сконцентрироваться на собственной карьере и добиться успехов. Одна только неприятность: объявилась сестра Гая, Изабелла, и стала просить защиты. Но дело кончилось тем, что Изабелла была соблазнена Гудом… Об этом прознал принц и устроил для Изабеллы и Робина западню, в которую их заманил Гизборн. На радостях принц назначил Гая шерифом, а через пару часов взял и уволил — как только выяснилось, что Изабелла и Гуд спаслись. Гизборн не вынес такого удара и поднял на особу королевских кровей руку. И оказался вне закона. Преследуемый и сестрой, и принцем, и Гудом, Гай жаждал мести и устроил покушение на жизнь принца. Но Джона спасла Изабелла, а Гая бросили в темницу. Принц покинул Ноттингем, назначив шерифом сестру Гая.
Гизборн ждал своей казни в подземельях замка. Там он и познакомился с Мэг. Болтливая девушка выводила Гизборна, который уже совсем смирился со своей участью, из себя. Но Мэг сумела достучаться до Гая. Он рассказал ей свою страшную историю, рассказал ей, как убил свою возлюбленную. И она не отвернулась от него, а пожалела и попыталась спасти — за что Изабелла приговорила её к казни. Гаю и Мэг должны были отрубить головы, но Гуд сорвал казнь. Во время побега Гая чуть было не убил один из солдат, но удар приняла на себя Мэг. Гай подхватил раненую девушку и сбежал в Шервуд. Мэг умерла у Гая на руках. Некоторое время Гизборн шатался по лесу, пока не наткнулся на Гуда. Выяснить отношения им помешал незнакомец, который их пленил и заставил выслушать правду об их прошлом. Оказалось, что у Гуда и Гизборна есть сводный брат Арчер. Чтобы спасти последнего, бывшие враги заключили союз: ради Арчера и против Изабеллы. Они спасли своего брата, а затем разобрались с Изабеллой. Робин, Гай, банда и крестьяне под их началом захватили Ноттингем. И в этот момент с армией вернулся Вэйзи. Шокированные Робин и Гай оказались в осаде. Гуд предоставил Гизборну выбор: остаться и помогать, либо идти своей дорогой. И Гай впервые в жизни сделал правильный выбор. Гай навестил пленённую Изабеллу. Он дал сестре яд, чтобы та сама могла окончить свои мучения. Но Изабелла сбежала и заманила Гая, Арчера и Робина в потайной коридор под замком. Там три брата сошлись в бою с Вэйзи, Изабеллой и их людьми. И Гая пожертвовал собой, чтобы спасти Робин Гуда. Когда Изабелла была готова нанести Робину предательский удар в спину, Гай оттолкнул разбойника в сторону и сам оказался на его месте. Меч Вэйзи пронзил Гизборна спереди, а сзади удар нанесла Изабелла. Но и Робина Гаю спасти не удалось: Изабелла оцарапала Гуда отравленным кинжалом. Злодеи сбежали, оставив Гизборна умирать на руках у братьев. Гай попрощался с Арчером и Робином. В свои последние минуты он раскаялся за убийство Мариан и за всю свою жизнь, полную позора. С Робином они расстались всё-таки друзьями. «Я свободен», — сказал перед смертью Гай.
- Вэйзи, шериф Ноттингемский (Кит Аллен)

Беспощадный, жадный, злой, амбициозный, помешанный на власти шериф Вэйзи безраздельно властвует в Ноттингеме. Вэйзи прибрал к рукам Ноттингем и окрестные земли. И все шло прямо таки по маслу, пока в Англию не вернулся владелец имения Локсли — Робин, граф Хантингтон. Молодой человек стал вести весьма неприятные речи о голодающей черни, непомерных налогах и прочем. Вэйзи попытался всеми доступными средствами заставить Робина из Локсли замолчать, но тот бросил свой титул и земли, организовал разбойничью шайку в Шервудском лесу и стал грабить шерифа. Шериф проклинает Гуда и ищет способ расправиться с разбойником.
Вместе с принцем Джоном и другими сторонниками шериф планирует свергнуть Ричарда Львиное Сердце, и, захватив власть над страной, из руин поднять «новую Англию». Для этого он основывает тайное общество Черных Рыцарей и подписывает Великий Ноттингемский пакт. Однако Гуд узнаёт о планах шерифа и стремится разоблачить Вэйзи любой ценой. Перед шерифом встаёт нелёгкая задача: не дать Гуду выкрасть пакт — прямое доказательство существования заговора, и не допустить, чтобы хотя бы один из посланников Робина королю покинул Англию живым. Шериф потерпел в Святой Земле фиаско. Хотя он и был разоблачён, в Ноттингеме это ничего не изменило. Вэйзи все ещё остаётся шерифом, ставленником принца Джона — союзника Черных Рыцарей. Но Робин Гуд задался целью развернуть против Вэйзи полномасштабную борьбу. Шериф продолжает плести интриги, обирать бедняков и убивать невинных, однако теперь и его жизни грозит смертельная опасность: непохоже, что Гуд намерен терпеть его с Гизборном сколько-нибудь ещё.
После неудачи в Святой земле для шерифа настали чёрные дни: Гизборн обнаглел, стал перечить и надсмехаться над шефом, принц Джон требует деньги и голову Гуда, а сам Гуд крадёт последние сбережения. Не выдержал старик насмешек Гизборна и отправил своего протеже к принцу — вместо денег.
Но Гизборн вернулся. А вслед за ним приехал и сам принц. И натравил Гая на Вэйзи. Но старик показал, что остался у него ещё порох в пороховницах: поединок был долгим и ожесточённым. И лишь в последний момент раненый Гай нанёс Вэйзи смертельный удар. Перед тем, как потерять сознание шериф дал Гаю, которого как-никак считал своим сыном и преемником, последнее отцовское наставление. Тело бывшего шерифа вывезли из замка. Но даже Гизборну не удалось лишить шерифа жизни! Что сталось с Вэйзи неизвестно. Может быть, он решил уйти на покой и провести остаток жизни где-нибудь во Франции, но вполне вероятно, что старик готовит гениальный план своего триумфального возвращения к власти…
И Вэйзи вернулся, когда Робин Гуд, Гай Гизборн и разбойники захватили Ноттингем. Истинный шериф осадил город, чтобы вернуть себе власть и раз и навсегда разобраться со своими врагами. Защитники города упорно сопротивлялись и шериф решил проникнуть в замок через потайной ход. И в подземельях он вновь встретился с Гудом и Гизборном. Во время поединка на стороне шерифа выступали также сестра Гая Изабелла и протеже Бламир. В конце-концов шериф и Изабелла вместе нанесли Гаю два смертельных удара, а сестра Гизборна ещё и отравила Гуда. Вне себя от радости, Вэйзи и Изабелла убежали за подмогой, а затем вернулись и в замок. Но тот оказался пуст — каким-то образом умирающий Гуд вывел всех людей из него. Шериф оказался в главном зале, уставленном бочками с неизвестной жидкостью. Когда неожиданно из одного из окон вылетела горящая стрела и вонзилась в одну из бочек, Вэйзи внезапно осознал, что эта жидкость — византийский огонь. Его глаза расширились от ужаса, а в следующую секунду Ноттингемский замок взлетел на воздух. Робин Гуд выпустил свою последнюю стрелу и одним выстрелом разделался и с Вэйзи, и с Изабеллой и со всем Ноттингемским замком.
- Леди Мариан (Люси Гриффитс)

Мариан жила вместе со своим отцом сэром Эдвардом, бывшим шерифом Ноттингем, в Найтон Холле, когда Робин из Локсли вновь ворвался в её жизнь. Казалось бы, любовь должна была умереть, когда Робин бросил её ради подвигов, но этого не произошло, хотя Мариан была слишком горда, чтобы признать это. Она не одобрила действий Робина, расставшегося с титулом и землями ради свободы, но стала втайне помогать ему. А Робин делал все возможное, чтобы завоевать сердце своей возлюбленной. Как и другой претендент — сэр Гай Гизборн. Второй, правда, и не подозревал, что леди Мариан ведёт двойную игру, перевоплощаясь по ночам в Ночного Дозорного. В итоге Мариан сбежала из-под венца, оставив Гизборна с носом.
После этого Мариан и её отец, сэр Эдвард, стали пленниками в Ноттингемском замке. Гизборн получил от девушки решительный отказ, однако продолжил свои ухаживания. И Мариан начала опасную игру, используя Гизборна и его чувства к ней. Вскоре она потеряла отца, который погиб во имя правого дела. Затем Гай разоблачил Ночного Дозорного. В качестве пленницы Мариан отправилась в Святую Землю вместе с шерифом и Гизборном, планировавшими убить короля Ричарда. Там ей удалось освободиться и встретиться с Робином, поспешившим на помощь королю. Но в решающий момент, когда Гизборн был готов убить Ричарда, Мариан преградила ему путь и, чтобы задержать, бросила ему в глаза горькую правду, заявив, что её сердце всегда принадлежало одному человеку — Робину из Локсли. Гай простить такого предательства Мариан не смог и пронзил девушку своим мечом. Робин появился, когда смертельный удар был уже нанесён. Он был рядом с Мариан и связал себя с ней узами брака прежде, чем его возлюбленная умерла. Мариан явилась в виде призрака умирающему Робину в заключительной серии 3 сезона. Вместе они ступили на путь вечного счастья…
- Малыш Джон (Гордон Кеннеди)

Сильный, честный и практичный Малыш Джон умеет сражаться и выживать в лесу. Его принцип довольно прост: есть проблема — её нужно разрешить. Джон ни за что не пожертвует ни одной невинной жизнью даже ради устранения угрозы нации. В отряде Робина Малыш Джон пользуется особым уважением.
Джон оказался в Шервуде раньше Робина и некоторое время возглавлял свою собственную банду. Оказавшись вне закона, он был разлучён со своей семьёй — любимыми женой и сыном. И мало кто знает, что под маской сурового, немногословного Джона, прячется человек с большим сердцем.
- Мач (Сэм Траутон)

Лучший друг Робина, Мач чрезвычайно разговорчив и всегда голоден. Он, в отличие от Гуда, привык руководствоваться здравым смыслом, а не прислушиваться к тому, что говорит сердце. Однако это не мешает Мачу принимать участие во всех рискованных затеях разбойников. Когда-то Мач был слугой Робина Гуда и сражался вместе с ним в Святой Земле, где получил свободу за свои подвиги. По возвращении домой в Англию, он не оставил Робина и принял участие в его борьбе против тирании шерифа.
Мач возвращается в Англию из Крестового похода, освобождённый из услужения Робину Локсли за военные заслуги. Мач предвкушает мирную жизнь в обещанном ему поместье Бончич. Но мечтам не суждено сбыться: Робин бросает вызов новой и несправедливой власти, и верный Мач вслед за другом скрывается от погони в Шервудском лесу. Став разбойником, Мач все же получает шанс познать сытую жизнь графа Бончичского: шериф дарует ему титул и поместье, придумав очередной коварный план по поимке Робина Гуда. В Бончиче Мач встречает Ив. Она работает на Шерифа, но ради Мача обманывает Вэйзи и, чтобы спасти свою жизнь, покидает Ноттингем. Так, едва начавшись, закончилась романтическая история в жизни бедняги.
Когда по окрестностям разнеслась весть о возвращении короля Ричарда, надежда на спокойную и безмятежную жизнь в Бончиче снова вернулась к Мачу. Но весть оказалась ложной, а король, прибывший в Ноттингем — самозванцем. Лишь благодаря своевременному вмешательству Мача Мариан была избавлена от нежелательного замужества, Эдвард — от смерти, а Робин — от разбитого сердца.
Во втором сезоне беспокойств у Мача прибавилось: Робин то и дело рискует своей жизнью, стараясь разоблачить заговор чёрных рыцарей против короля. В борьбе за Англию Мач видит продолжение их с Робином битвы на Святой Земле, но Гуд не разделяет энтузиазма друга и этим частенько обижает беднягу. Однако у Мача есть утешение — его собственная кухня в лагере, где он хозяйничает с большим удовольствием. Однажды шериф Вэйзи покусился на эту святыню, пытаясь выкрасть пакт чёрных рыцарей-предателей, спрятанный Робином до лучших времён — и поплатился за это (не гневи повара, посягая на его кухню). Мача преследуют неудачи — подготовленный им праздник в честь дня рождения Робина оборачивается засадой наёмников шерифа. Разбойникам удаётся выбраться из этой переделки, и Мач получает свой приз — слова и вечной дружбе из уст Робина. Вслед за ним Мач отправляется на Святую землю — спасать короля и Мариан. Увы, последнюю спасти не удаётся…
Во второй раз Мач возвращается со Святой земли совсем другим человеком. Он по-прежнему предан Робину и готов за него умереть, но в душе перестал быть слугой, стал самостоятельней. С первого взгляда Мач влюбляется в Кейт, девушку из Локсли и вступает в борьбу с Алланом за её сердце. Но Кейт отдаёт предпочтение Робину, а Мачу остаётся роль преданного рыцаря, которую он исполняет с присущими ему рвением и неловкостью. Кейт это не впечатляет и она довольно бестактно ранит чувства бедняги Мача. Он покидает лагерь, но как только узнаёт, что друзьям грозит опасность, возвращается и спасает их.
После трагической гибели Алална в результате козней нового шерифа именно Мач горюет сильней всех. Даже золотое сердце Мача усомнилось в честности друга… Когда приходит время битвы за Англию, Мач героически сражается плечом к плечу с друзьями. Ноттингемский замок взлетает на воздух вместе со всеми злодеями, и Мач провожает в последний путь своего лучшего друга, Робина Гуда.
- Аллан Э Дейл (Джо Армстронг)

Беззаботный, свободолюбивый Аллан — неисправимый обманщик. Он наделён крайне неоднозначным даром — даром слова. Несмотря на все свои пороки Аллан является ценным членом команды Робина. Он не раз спасал разбойников от пленения, добывал для бедных провизию и налаживал контакты с полезными людьми. Но способности Аллана могут однажды стать причиной его неприятностей! Скрываясь в лесу, Аллан Э Дейл часто размышляет о своём будущем — кем же он станет, куда пойдёт, когда Англия будет спасена? Ведь у него нет ни дома, ни семьи… Аллан промышлял мошенничеством и охотой, пока в один прекрасный день не был пойман в Шервудском королевском лесу солдатами Шерифа. Наказанием за охоту в неположенном месте должна была стать отрубленная рука, если бы не вмешался Робин из Локсли, граф Хантингтон, только вернувшийся с войны на Святой Земле. Но на этом злоключения Дейла не закончились. Аллан снова вскоре попадает в неприятности, на сей раз угрожающие ему виселицей. В последний момент Робин снова спасает его. С той поры Аллан становится полноправным разбойником из банды Робин Гуда, мошенничая на благо бедных и бесправных.
В Шервудском лесу Дейл встречает своего брата, обманщика и плута Тома. Из них получилась бы неплохая команда, но люди шерифа Ноттингемского поймали Тома. Разбойники не успели спасти брата Аллана — Том был повешен. Аллан неизменный участник предприятий с переодеванием. Его незатейливые шутки часто рассеивают мрачную атмосферу в банде, однако можно только догадываться, какие сомнения одолевают Дейла глубоко в душе. Пойманный Гизборном во время игры «в стаканчики» в таверне и заточённый в темницу Ноттингема, Аллан подвергается всевозможным пыткам, после чего получает предложение: деньги за информацию о планах Гуда. Согласившись после обещания Гизборна не причинять вреда никому из разбойников, Дейл начинает вести двойную жизнь. Его предательство быстро раскрывается и Аллану ничего другого не остаётся, как поступить на службу к Гизборну. Дейл некоторое время балансирует меж двух огней, однако вскоре осознаёт, что совершил ошибку. Он спасает разбойников и Мариан от гибели, за что получает прощение своих друзей и возвращается в банду.
Вместе со своими товарищами Аллан после спасения короля вернулся в Англию с твёрдым намерением искупить вину за своё предательство. А когда к банде примыкает Кейт, девушка из Локсли, Аллан вступает в «борьбу» с Мачем за сердце привлекательной крестьянки. Но оба они остались ни с чем, так как Кейт выбрала Робина. Аллан сражался бок о бок с друзьями и часто рисковал своей жизнью — так он старался искупить свою вину. Но прошлые грехи напомнили о себе. Когда банда решила наконец захватить Ноттингем, Изабелла, ставшая шерифом после предполагаемой гибели Вэйзи, попыталась разобщить людей Робина. Она выпустила приказ о помиловании Аллана Дейла за сотрудничество с шерифом. Друзья не смогли поверить Аллану, который по горькой иронии на этот раз был с ними абсолютно честен. Чтобы не рисковать, банда связала Дейла и оставила в лагере. Но Аллан смог освободиться. Он брёл по лесу, проклиная себя, друзей и свою жизнь, когда наткнулся на армию во главе с Вэйзи, направлявшуюся к Ноттингему. Шокированный, Дейл расправился с нападавшими и кинулся наутёк, чтобы предупредить Робина. Но не сумел. Он бежал по дороге, когда преследователи настигли его. Стрелы летели ему вслед и, наконец, одна из них нашла свою цель, а затем другая… и ещё одна… Аллан бежал из последних сил, отчаянно улыбаясь своей погибели, пока не упал. Последним, что увидел Аллан было лицо его злейшего врага. Друзья нашли Аллана у ворот Ноттингема. Они убедились в его верности, но для него было уже слишком поздно… Разбойники сожгли тело Аллана Дейла и поклялись отомстить. И отомстили.
- Уилл Скарлет (Гарри Ллойд)

Уилла приговорили к повешению за кражу муки — поступок, на который он решился, чтобы спасти семью от голодной смерти. Но его спас Робин, после чего они оба оказались вне закона. Скарлет присоединился к банде, начавшей борьбу с тиранией шерифа Ноттингема. Особенно он подружился с Алланом Дейлом, а позже влюбился в сарацинку Джак, но долго молчал о своих чувствах. Его дружба с Алланом подверглась серьёзному испытанию, когда Дейл предал банду и оказался на стороне врага. Но Аллан пришёл на помощь в безвыходной ситуации, когда разбойники оказались в западне, и, думая, что живым им из этой передряги не выпутаться, Джак и Уилл признались друг другу в любви. Но в последний момент банду спас Аллан. Уилл и Джак вместе со всеми отправились в Святую Землю, чтобы помешать шерифу и Гизборну убить короля. После того как Ричард Львиное Сердце был спасён, Скарлет остался жить со своей возлюбленной в Акре.
- Джак (Анджали Джай)

На самом деле Джак — это псевдоним, а настоящее имя разбойницы — София. Джаком звали её родного брата, убитого в Святой земле. София долго время выдавала себя за него, и, даже когда всплыла правда, оставила себе это имя. Джак сражалась наравне со всеми и не раз выручала разбойников. Она особенно привязалась к Аллану Э Дейлу и Уиллу Скарлету, которые оба были в неё влюблены. Но в итоге Джак осталась с Уиллом. Они вместе со всеми разбойниками отправились в Святую землю, чтобы спасти короля Ричард Львиное Сердце от готовящегося покушения. Им удалось сорвать планы шерифа, после чего Джак и Уилл решили остаться в Святой земле и жить в Акре.
- Ройстон Уайт (Уильям Бек)

Храбрый, жёсткий, саркастичный Рой был протеже Малыша Джона. В компании лесных разбойников он также слыл отчаянным весельчаком. Мало кто знал, что Рой больше своей жизни любил мать — Мэри Уайт и очень по ней скучал. И когда его друзьям и матери грозила смертельная опасность, Рой пожертвовал своей жизнью, чтобы они смогли спастись. Ройстон Уайт был жестоко убит людьми шерифа. Он сражался до конца, его последними словами были: «Меня зовут Ройстон Уайт. Я сражаюсь за Робина Гуда и Короля Ричарда… за Робина Гуда и Короля Ричарда!»
- Брат Тук (Дэвид Хэрвуд)

Брат Тук намеревается найти Робин Гуда — человека-легенду, который, по его мнению, один может спасти англичан. Однако, Гуд, которого встречает монах, — человек, разочаровавшийся в жизни. Робина в этом мире держит лишь кровная месть. Тук присоединяется к разбойникам и помогает Робину найти в себе силы вновь взять в руки лук и продолжить борьбу, которую он начал.
- Принц Джон (Тоби Стивенс)

Джон одержим желанием быть всеми любимым и считает, что, став королём Англии, он добьётся всеобщей любви и признания. Когда принц Джон осознаёт, что люди любят Робин Гуда больше, чем его, он решает во что бы то ни стало избавиться от легендарного разбойника. Принц отправляется в Ноттингем, чтобы разобраться с Гудом, а заодно и с шерифом Вэйзи, который не оправдал его ожиданий. В городе принца своей заботой окружают Гизборны: Гай расправляется с шерифом, а его сестра, Изабелла, флиртует с Джоном. Ну а принц, чтобы завоевать любовь народа сжигает часовню в Локсли, осушает все колодцы в округе и обрекает людей на смерть от жажды. И искренне недоумевает, почему его не любят. А вскоре и Гизборны его стали подводить: Изабелла связалась с Гудом, а Гизборн выклянчил пост шерифа, наврав, что разобрался с сестрой и разбойником. Принцу пришлось уволить этого неудачника. В результате, утративший стабильность Гизборн на пару с психом-Гудом подняли руку на особу королевских кровей. Бедного Джона защитила сестра предателя. И терпение принца иссякло.
По его заказу в Лондоне сделали восковую копию короля Ричарда. Лорд Шеридан доставил гроб с Ричардом и корону монарха в Ноттингем. И принц объявил о своей коронацию. Подготовления к церемонии прошли, в целом, успешно. Не обошлось, конечно, без неприятностей: Изабелла затащила Джона к себе в спальню, но там появился этот умалишённый, Гизборн. Он стукнул принца головой об косяк. Ещё и Гуд украл корону. Но, как выяснилось, остались ещё у принца по настоящему преданные слуги! Лорд Шеридан вернул корону и обещал позаботиться о сестре террориста-Гизборна. И в назначенный день в Кирклисском аббатстве началась церемония коронации. Но примерить корону Джону не дали! Заявились Гизборн и Гуд, устроили перестрелку. И опять Изабелла спасла принца. Но обман со смертью Ричарда был раскрыт. Расстроенный, принц Джон покинул проклятый Ноттингем, оставив там шерифствовать Изабеллу.
- Леди Изабелла (Лара Пулвер)

Прознав о карьерном росте Гая в Ноттингеме, Изабелла бежит к нему в поисках защиты. Узнав правду о своём устроенном браке, девушка решает, что брат должен заплатить за содеянное. Она одержима желанием заставить его молить о прощении, так как уверена, что только таким образом она сможет полностью избавиться от боли прошлого и сделать шаг навстречу будущему. Погибла вместе с Вэйзи при взрыве Ноттингемского замка.
- Кейт Локсли (Джоан Фроггатт)

Шериф и Гизборн принесли в родную деревню Кейт, Локсли, горе и беды. Когда люди шерифа насильственно уводят брата Кейт, девушка решает, что пора и ей взяться за оружие, дабы остановить тиранию и несправедливость. Девушка примыкает к разбойникам и вскоре понимает, что неравнодушна к их лидеру — легендарному Робину Гуду.
- Арчер (Клайв Стэнден)

До встречи с Робин Гудом и его разбойниками, Арчер не хранил верности ни Англии, ни какой-либо другой стране. Он заботился только о самом себе, используя свои таланты, чтобы подзаработать и прокормить себя. Арчер всегда был превосходным бойцом, но раньше у него не было стоящей причины для борьбы. Обращение богатых с бедными в Англии всегда вызывало у него гнев, но раньше Арчер подсчитал бы шансы на успех, прежде чем броситься в бой с несправедливостью. И только теперь он начинает понимать, что иногда лучше попробовать и проиграть, чем оставить все как есть. Благодаря Робину и Гаю в жизни Арчера появилось то, за что стоит бороться. И в последней битве за Ноттингем Арчер сражался плечом к плечу со своими братьями. Со смертью Робина его лук и стрелы перешли к Арчеру, чтобы тот продолжил дело Робин Гуда.

## Рейтинги
| Сезон | Премьера сезона | Зрители (миллионы) | Финал сезона    | Зрители (миллионы) | Среднее количество зрителей (миллионы) |
| ----- | --------------- | ------------------ | --------------- | ------------------ | -------------------------------------- |
| 1     | 7 октября 2006  | 8,56               | 30 декабря 2006 | 5,67               | 6,19                                   |
| 2     | 6 октября 2007  | 6,13               | 29 декабря 2007 | 5,84               | 5,83                                   |
| 3     | 28 марта 2009   | 6,20               | 27 июня 2009    | 2,43               | 4,02                                   |